# Austronanus gelidus
Austronanus gelidus är en kräftdjursart som beskrevs av Just och Wilson 2006. Austronanus gelidus ingår i släktet Austronanus och familjen Paramunnidae. Inga underarter finns listade i Catalogue of Life.